# 김아영 (성우)
김아영(1972년 7월 20일 ~ )은 대한민국의 성우다. 1996년~1997년까지 대교방송 2기 공채 성우로 입사하여 활동하였다가. 1997년 MBC 14기 공채 성우로 재데뷔했다.

## 출연 작품

### 애니메이션
- 공상과학세계 걸리버보이 (어린이TV) - 호리병
- 꼬마마법사 레미 (MBC) - 예솔, 아림, 상규, 예술
- 꼬마마법사 레미 샵 (MBC) - 예술, 예솔, 아림
- 꼬마마법사 레미 포르테 (MBC) - 아림, 세동, 모모엄마
- 데블 레이디 (XTM) - 아스카 란
- 천사랑 (EBS) - 오드리양
- 마법사 헌터 (MBC) - 티라미스
- 만화열전 - 마스카 (MBC) - 클로에
- 만화열전 - 열혈강호 (MBC) - 소향
- 만화열전 - 호텔 아프리카 (MBC) - 앞집 여인
- 반드레드 (챔프) - 쥬라
- 범퍼킹 재퍼 (SBS) - 모나
- 부메랑 파이터 (MBC) - 댐비라
- 생쥐와 야옹이(SBS) - 브리짓
- 샤먼킹 (애니원) - 타오 준, 마리온 파우나, 아이언메이든 쟌느
- 섀도우파이터 (MBC) - 루크
- 싸커보이 토토 (MBC) - 써니, 토미, 추추, 미사 대통령
- 아이들의 장난감 (애니원) - 하준영, 정가연
- 야옹야옹 빌리 (MBC)
- 오늘부터 마왕 (애니맥스) - 폰 카베르니코프 경 아니시나, (만화) 니콜라
- 와일드 캣츠(어린이TV) - 부두
- 윙스 프렌즈 (SBS), (애니원), (챔프), (카툰네트워크) - 테크나
- 유희왕 듀얼몬스터즈 (SBS) - 레베카 홉킨스
- 잠수함 707 OVA (애니박스) - 유우
- 주홍이의 그림일기 (애니원) - 엄마
- 진월담 월희 (애니맥스) - 알퀘이드 브룬스터드
- 쫑알쫑알 진저 (재능TV)
- 체포하겠어 극장판 (애니맥스) - 니카이도 요리코
- 토리 고고 (KBS)
- 파이어 앰블럼 (어린이TV) - 레나
- 팽이대전 G블레이드 (SBS) - 유리, 줄리아
- 환상마전 최유기 (애니원) - 관세음보살
- Yes! 프리큐어5 (챔프), (애니원) - 나혜린 (나츠키 린), 큐어 루즈
- 두키 탐험대 (EBS) - 가비
- 뚝딱뚝딱 밥 아저씨 (EBS) - 웬디
- 블랑쉬와 숲 속 친구들 (EBS) - 블랑쉬

### 외화

#### 드라마
- 꽃보다 남자 (MBC) - 산차이 (서희원)
- 미녀와 뱀파이어 (MBC) - 드루실라 (줄리엣 랜도)
- 스몰빌 (MBC) - 라나 랭 (크리스틴 크룩)
- 천사들의 합창 (SBS)
- CSI 마이애미 (MBC) - 켈리 두케인 (에밀리 프록터)

#### 영화
- 겜블 (MBC)
- 그들만의 리그 (MBC)
- 나의 아름다운 비밀 (SBS) - 마리 (안나 시스코바)
- 나 홀로 집에 2 (SBS) - 호텔 데스크 직원(다나 아이비)
- 닥터 두리틀 (MBC) - 리사 (크리스틴 윌슨)
- 당신에게 일어날 수 있는 일 (MBC)
- 대부 3 (SBS) - 매리 (소피아 코폴라)
- 동사서독 (MBC) - 도화삼랑 (유가령)
- 디레일드 (MBC) - 갈리나 (로라 해링)
- 디 아이 (MBC) - 문 (리신지에)
- 디 아이 2 (SBS) - 조이
- 딥 임팩트 (MBC) - 새라(릴리 소비에스키)
- 라스트 런 (MBC) - 야나(알렉산드리아 부치크)
- 레트로액티브 (MBC) - 레이안(샤논 위리) / 남자 아이의 엄마(크리스티나 코긴스)
- 로미오 머스트 다이 (SBS) - 트리시 (알리야)
- 록시 (MBC) - 록시 (에바 파비안)
- 링 (MBC)
  - 링 2 (MBC) - 아마노 마이 (나카타니 미키)
- 머나먼 여정 (MBC) - 몰리의 엄마(제인 존스) / 교직원(앤 크리스찬슨)
- 머더 바이 넘버 (SBS) - 리사 밀스 (아그네스 브루크너)
- 버티칼 리미트 (MBC) - 애니 (로빈 튜니)
- 베벌리힐스 캅 (MBC)
- 베스트 맨 (MBC) - 호프 (드루 베리모어)
- 볼케이노 (MBC)
- 분노의 악령 (MBC)
- 브링 잇 온 (MBC) - 휘트니 (니콜 빌더백)
- 블레이드 3 (SBS) - 뱀파이어(엽방화)
- 비욘드 랭군 (MBC)
- 비호 (MBC)
- 빅 대디 (MBC) - 코린 (레슬리 맨)
- 사관과 신사 (MBC)
- 사랑과 영혼 (MBC)
- 슈가 & 스파이스 (SBS) - 캔사스 (미나 수바리)
- 스크림 (MBC) - 케이시 (드루 베리모어)
- 스타키드 (MBC)
- 스톰 캐쳐 (MBC)
- 스틸 (MBC) - 알렉스 (카렌 클리셰)
- 스피시즈 (MBC)
- 식스티 세컨즈 (SBS) - 스웨이 (안젤리나 졸리)
- 실종 (MBC)
- 싸늘한 여름 (MBC) - 라셀 (세라 그리핀)
- 쓰나미 (SBS) - 스벤냐 (아냐 크나우어)
- 아름다운 비행 (MBC)
- 아이 엠 샘 (MBC)
- 아이언 이글 (MBC)
- 아이큐 (MBC) - 로즈(헬렌 핸프트)
- 야연 (SBS) - 칭 (주신)
- 어느 멋진 날 (MBC)
- 에디 머피의 골든 차일드 (MBC) - 키낭 (샤롯 루이스)
- 에버 애프터 (MBC) - 다니엘 (드루 베리모어)
- 엑스맨 (SBS) - 로그 (애나 패킨)
- 영웅 (MBC) - 여월 (장쯔이)
- 오보소도 (SBS) - 리사 (레지나 오리올리)
- 올드 스쿨 (SBS)
- 유로파 유로파 (MBC)
- 이퀼리브리엄 (SBS) - 프레스턴의 아내(마리아 피아 콜존)
- 익스트림 OPS (MBC) - 키티 (야나 팔라스케)
- 인디펜던스 데이 (MBC)
- 인자무적 (MBC)
- 제이슨 X (SBS)
- 조강지처 클럽 (MBC)
- 조이 (MBC)
- 중앙역 (MBC)
- 질리안의 37번째 생일에 (MBC) - 레이첼 (클레어 데인스)
- 집으로 가는 길 (MBC) - 초제 (장쯔이)
- 처음 만나는 자유 (SBS) - 리사 (안젤리나 졸리)
- 천녀유혼 (MBC)
- 체인 리액션 (MBC) - 릴리 (레이철 바이스)
- 친니친니 (MBC)
- 카스카듀어 (MBC) - 크리스틴 (레귤라 그로윌러)
- 카오스 팩터 (MBC) - 중국 첩보원
- 캠퍼스 정글 (MBC)
- 콜드 하트 (MBC) - 주드 (켈리 린치)
- 콜래트럴 데미지 (SBS)
- 퀘스트 (MBC)
- 클린 (SBS)
- 키스 더 걸 (MBC)
- 터미네이터 3: 라이즈 오브 더 머신 (SBS) - T-X (크리스타나 로컨)
- 턱시도 (SBS) - 델 블레인 (제니퍼 러브 휴이트)
- 투 다이 포 (MBC)
- 투모로우 (MBC) - 로라 챔프먼 (에미 로섬)
- 툼 레이더 2: 판도라의 상자 (SBS) - 라라 (안젤리나 졸리)
- 폴리 (MBC)
- 플래시댄스 (MBC)
- 피고인 (MBC)
- 하늘과 땅 (MBC) - 슈퍼마켓 손님(제니퍼 로우 사우어)
- 함정 (MBC)
- 황비홍 5 (SBS) - 소연
- 훌라 걸스 (MBC) - 쿠마키 사유리 (야마자키 시즈요)
- 히 갓 게임 (SBS) - 라라 (로사리오 도슨)
- 하우 투 겟 어웨이 위드 머더(넷플릭스) - 보니 윈터보텀(리자 웨일)

### 방송
- 뽀뽀뽀 아이조아 (MBC)
- 와우! 동물천하 (MBC) - 내레이션
- 체험! 지구촌 홈스테이 (SBS) - 내레이션
- 감성매거진 행복한 오후 (KBS) - 내레이션

### 광고
- 미래파
- 국민카드
- 하이패스
- 엘라스틴
- 참이슬

## 같이 보기
- 문화방송 성우극회